# 磷肥

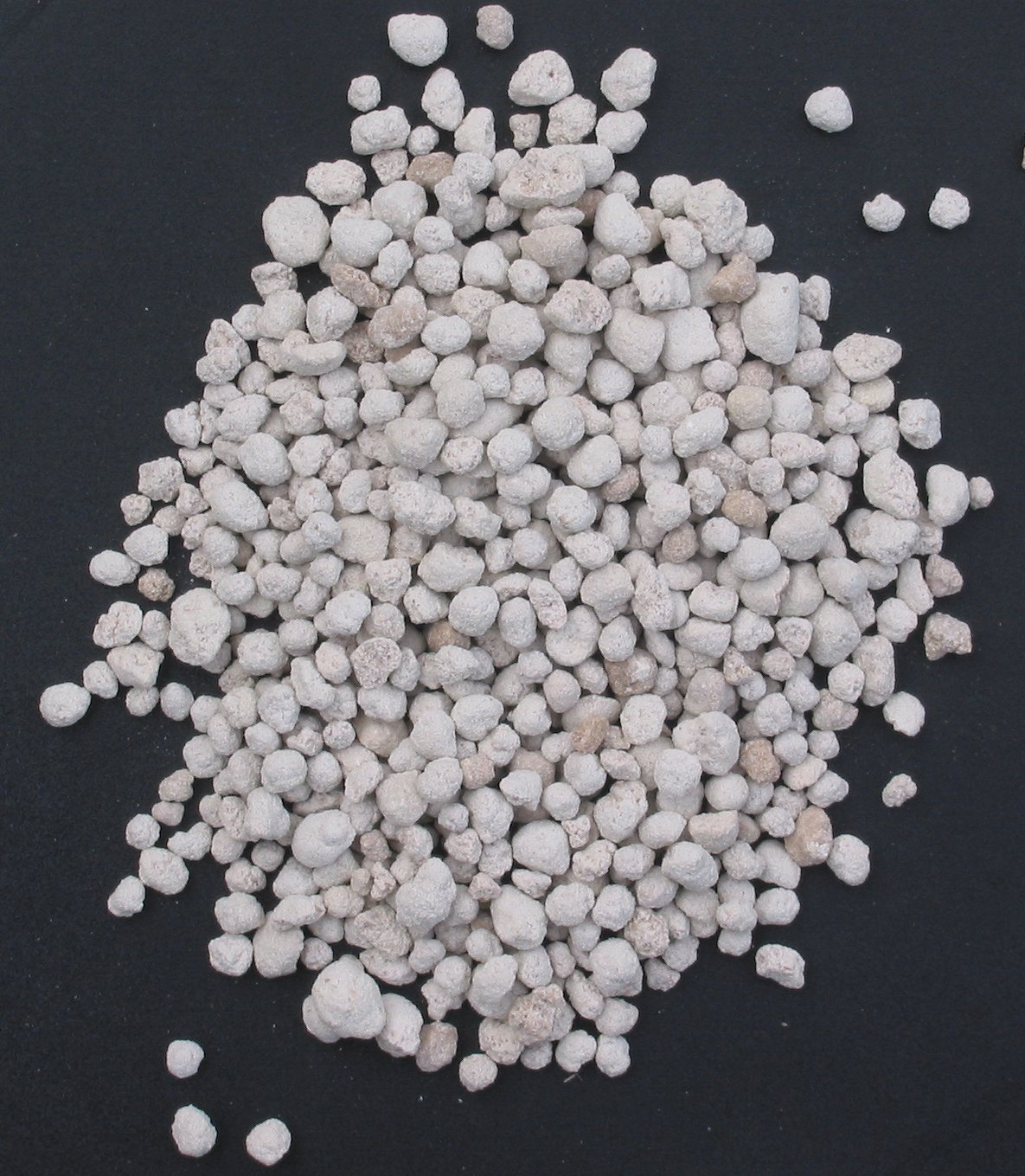
磷肥

磷肥，全稱磷素肥料，又稱花果肥，是以磷酸鈣為主要成分，磷為主要養分的肥料，可被分為天然磷肥及化學磷肥，具有促進莊稼早熟和顆粒飽滿的作用。2021年，人類共使用了超過4000萬噸磷肥，其中磷酸銨佔了約一半。

## 歷史
1840年，尤斯圖斯·馮·李比希發現了氮肥在農業生產中的必要性，同時也開始推廣磷在農業生產中的使用。在1843年，詹姆士·謝立登·穆斯普拉特嘗試批量生產磷肥。运用尤斯圖斯·馮·李比希研發出的技術，他於牛頓市開放了一間磷肥製造廠，然而他的嘗試最後失敗。
早在1817年，詹姆士·馬雷就進行了將魚骨溶解在硫酸中的實驗。他的兒子則於1942年申請了使用磷酸鈣及硫酸獲取肥料的專利，但最終敗給了於同年申請專利的約翰·巴特勒·路易斯，後者則被視為磷肥的發明者。

## 來源
按照來源分類，磷肥可被分為天然磷肥及化學磷肥。其中天然磷肥主要由海鳥糞、獸骨粉及魚骨粉等製成，而化學磷肥則主要由過磷酸鈣，磷灰石等製成。亦有磷肥由含磷的海底沉積物製成，而此類磷肥的鎘含量一般較高。

## 利弊

1964-2014年磷肥消耗量

磷是植物所需的三大必要元素之一。合理使用磷肥，可有效增加作物的產量，改善作物的品質。磷肥可促進穀物籽粒飽滿，促進果樹及部分蔬菜的開花結果，同時還能提升甘蔗等作物的含糖量和油菜籽的含油量。然而，過量使用磷肥則可能減緩植物對其它元素的吸收，特別是鐵和鋅。同時，多餘的磷肥還可能通過地表逕流污染環境。

## 應用及生產
人類對磷肥的需求不斷增加，已由1961年的500萬噸磷增加至2020年的2500萬噸磷。在2021年，世界上消耗的磷肥中含有超過4000萬噸五氧化二磷，其中約2279萬噸為磷酸銨肥料，1274萬噸為氮磷鉀混合肥料。